# Choristoneura
Choristoneura is een geslacht van vlinders van de familie bladrollers (Tortricidae), uit de onderfamilie Tortricinae.

## Soorten
- C. adumbratanus (Walsingham, 1900)
- C. africana Razowski, 2002
- C. albaniana (Walker, 1863)
- C. argentifasciata Heppner, 1989
- C. biennis Freeman, 1967
- C. bracatana (Rebel, 1894)
- C. carnana (Barnes & Busck, 1920)
- C. conflictana (Walker, 1863)
- C. diversana

Schijfbandbladroller (Hübner, 1817)
- C. evanidana (Kennel, 1901)
- C. ferrugininotata Obraztsov, 1968
- C. fractivittana (Clemens, 1865)
- C. fumiferana (Clemens, 1865)
- C. griseicoma (Meyrick, 1924)
- C. hebenstreitella

Reuzenbladroller (Müller, 1764)
- C. heliaspis (Meyrick, 1909)
- C. jecorana (Kennel, 1899)
- C. jezoensis Yasuda & Suzuki, 1987
- C. lafauryana

Gele gagelbladroller (Ragonot, 1875)
- C. lambertiana (Busck, 1915)
- C. longicellana (Walsingham, 1900)
- C. luticostana (Christoph, 1888)
- C. metasequoiacola Liu & Nasu, 1983
- C. murinana

Donkere schijfbandbladroller Hübner, 1799
- C. neurophaea (Meyrick, 1932)
- C. obsoletana (Walker, 1863)
- C. occidentalis (Walsingham, 1891)
- C. orae Freeman, 1967
- C. parallela (Robinson, 1869)
- C. pinus Freeman, 1953
- C. propensa Razowski, 1992
- C. psoricodes (Meyrick, 1911)
- C. retiniana (Walsingham, 1879)
- C. rosaceana (Harris, 1841)
- C. simonyi (Rebel, 1892)
- C. thyrsifera Razowski, 1984
- C. viridis Freeman, 1967
- C. zapulata (Robinson, 1869)